# فيشواجيت بيرادان
فيشواجيت بيرادان هو ممثل هندي، ولد في 11 سبتمبر 1965.

## وصلات خارجية
- فيشواجيت بيرادان على موقع IMDb (الإنجليزية)
- فيشواجيت بيرادان على موقع قاعدة بيانات الفيلم (الإنجليزية)